# Anatolij Batamirow
Anatolij Michajłowicz Batamirow (ros. Анатолий Михайлович Батамиров, ur. 23 lutego 1900 w Syzraniu, zm. 15 listopada 1983) – radziecki działacz państwowy i partyjny.

## Życiorys
W latach 1918–1920 służył w Armii Czerwonej, 1920 został członkiem RKP(b), 1920-1921 był słuchaczem Wyższych Kursów Wojskowo-Politycznych przy KC KP(b)U, potem służył w kompanii kijowskiego gubernialnego oddziału specjalnego do walki z bandytyzmem. W latach 1923–1930 był dyrektorem kombinatu cukrowniczego w Połtawie, 1930-1932 studiował w Kijowskiej Akademii Handlowo-Przemysłowej, 1932-1937 był dyrektorem kombinatu cukrowniczego w obwodzie winnickim, a 1939-1940 trustu cukrowniczego w Woroneżu, następnie 1940-1942 był zastępcą ludowego komisarza rolnictwa ZSRR. Do marca 1943 był zastępcą przewodniczącego Komitetu Wykonawczego Tulskiej Rady Obwodowej, od marca 1943 do lipca 1944 przewodniczącym Komitetu Wykonawczego Tulskiej Rady Obwodowej, od lipca 1944 do sierpnia 1945 przewodniczącym Komitetu Wykonawczego Kałuskiej Rady Obwodowej, a od czerwca 1946 do lipca 1947 przewodniczącym Komitetu Wykonawczego Ałtajskiej Rady Krajowej. Od lipca 1947 do maja 1949 był zastępcą przewodniczącego Komitetu Wykonawczego Ałtajskiej Rady Krajowej, od maja 1949 do sierpnia 1951 przewodniczącym Komitetu Wykonawczego Nowosybirskiej Rady Obwodowej, 1952-1955 szefem Rosgławlesosnaba Ministerstwa Przemysłu Leśnego ZSRR, a 1955-1957 przewodniczącym Komitetu Wykonawczego Kustanajskiej Rady Obwodowej, następnie przeszedł na emeryturę. Został odznaczony dwoma Orderami Lenina i Orderem Wojny Ojczyźnianej I klasy.